# Angertalbahn
| |                      |                                                          |                                                          |
| Streckennummer (DB): | 2404                 |                                                          |                                                          |
| Kursbuchstrecke (DB): | ehem. 228 f          |                                                          |                                                          |
| Kursbuchstrecke: | 228f (1946)          |                                                          |                                                          |
| Streckenlänge: | 17,2 km              |                                                          |                                                          |
| Spurweite: | 1435 mm (Normalspur) |                                                          |                                                          |
| |                      |                                                          |                                                          |
| \| \| \| Strecke von Duisburg-Wedau \| \| \| \| \| Lintorf \| \| \| \| \| Tiefenbroich (Abzw) \| \| \| \| 0,8 \| Anger (Abzw) \| Anger (Abzw) \| \| \| 0,0 \| Ratingen West \| Ratingen West \| \| \| \| Strecke nach Düsseldorf-Rath \| \| \| \| 1,1 \| Cromford (Anst) \| Cromford (Anst) \| \| \| 1,6 \| Brügelmann (Anst) \| Brügelmann (Anst) \| \| \| \| Ruhrtalbahn Düsseldorf–Kettwig \| \| \| \| \| Angerbach \| \| \| \| 3,1 \| Bagel AG (Anst) \| Bagel AG (Anst) \| \| \| \| Angerbach \| \| \| \| \| A 3 \| \| \| \| \| Angerbach \| \| \| \| 6,4 \| Steinkothen 1911–1926 Bf \| Steinkothen 1911–1926 Bf \| \| \| \| Angerbach \| \| \| \| 9,3 \| Hofermühle \| Hofermühle \| \| \| \| Angerbach \| \| \| \| \| Angerbach \| \| \| \| 10,6 \| Petersberg (Anst) \| Petersberg (Anst) \| \| \| \| Angerbach \| \| \| \| 12,6 \| Flandersbach \| Flandersbach \| \| \| \| \| \| \| \| 13,5 \| Rohdenhaus (Awanst) zum Kalkwerk Rohdenhaus/Flandersbach \| Rohdenhaus (Awanst) zum Kalkwerk Rohdenhaus/Flandersbach \| \| \| \| \| \| \| \| 14,2 \| Rohdenhaus (alte Anst) \| Rohdenhaus (alte Anst) \| \| \| 15,0 \| Flandersbach RKW (Anst) \| Flandersbach RKW (Anst) \| \| \| \| Werkbahn Rheinkalk \| \| \| \| 15,6 \| Wülfrath RWE (Anst) \| Wülfrath RWE (Anst) \| \| \| 15,8 \| Prangenhaus (Anst) \| Prangenhaus (Anst) \| \| \| \| ehem. Niederbergbahn von Velbert \| \| \| \| 17,2 \| Wülfrath \| Wülfrath \| \| \| \| ehem. Niederbergbahn nach Wuppertal \| \| |                      |                                                          |                                                          |
| Strecke |                      | Strecke von Duisburg-Wedau                               | Strecke von Duisburg-Wedau                               |
| Dienststation / Betriebs- oder Güterbahnhof |                      | Lintorf                                                  | Lintorf                                                  |
| Abzweig geradeaus, nach links und ehemals von links · Strecke von rechts |                      | Tiefenbroich (Abzw)                                      | Tiefenbroich (Abzw)                                      |
| Strecke · ehemalige Blockstelle | 0,8                  | Anger (Abzw)                                             | Anger (Abzw)                                             |
| Dienststation / Betriebs- oder Güterbahnhof · Strecke | 0,0                  | Ratingen West                                            | Ratingen West                                            |
| Strecke nach rechts und von halblinks · Verschwenkung von links |                      | Strecke nach Düsseldorf-Rath                             | Strecke nach Düsseldorf-Rath                             |
| ehemalige Blockstelle | 1,1                  | Cromford (Anst)                                          | Cromford (Anst)                                          |
| ehemalige Blockstelle | 1,6                  | Brügelmann (Anst)                                        | Brügelmann (Anst)                                        |
| Kreuzung geradeaus unten |                      | Ruhrtalbahn Düsseldorf–Kettwig                           | Ruhrtalbahn Düsseldorf–Kettwig                           |
| Brücke über Wasserlauf |                      | Angerbach                                                | Angerbach                                                |
| ehemalige Blockstelle | 3,1                  | Bagel AG (Anst)                                          | Bagel AG (Anst)                                          |
| Brücke über Wasserlauf |                      | Angerbach                                                | Angerbach                                                |
| Strecke mit Straßenbrücke |                      | A 3                                                      | A 3                                                      |
| Brücke über Wasserlauf |                      | Angerbach                                                | Angerbach                                                |
| ehemaliger Haltepunkt / Haltestelle | 6,4                  | Steinkothen 1911–1926 Bf                                 | Steinkothen 1911–1926 Bf                                 |
| Brücke über Wasserlauf |                      | Angerbach                                                | Angerbach                                                |
| ehemaliger Bahnhof | 9,3                  | Hofermühle                                               | Hofermühle                                               |
| Brücke über Wasserlauf |                      | Angerbach                                                | Angerbach                                                |
| Brücke über Wasserlauf |                      | Angerbach                                                | Angerbach                                                |
| ehemalige Blockstelle | 10,6                 | Petersberg (Anst)                                        | Petersberg (Anst)                                        |
| Brücke über Wasserlauf |                      | Angerbach                                                | Angerbach                                                |
| Dienststation / Betriebs- oder Güterbahnhof | 12,6                 | Flandersbach                                             | Flandersbach                                             |
| |                      |                                                          |                                                          |
| Betriebsstelle Strecke ab hier außer Betrieb | 13,5                 | Rohdenhaus (Awanst) zum Kalkwerk Rohdenhaus/Flandersbach | Rohdenhaus (Awanst) zum Kalkwerk Rohdenhaus/Flandersbach |
| |                      |                                                          |                                                          |
| Blockstelle (Strecke außer Betrieb) | 14,2                 | Rohdenhaus (alte Anst)                                   | Rohdenhaus (alte Anst)                                   |
| Blockstelle (Strecke außer Betrieb) | 15,0                 | Flandersbach RKW (Anst)                                  | Flandersbach RKW (Anst)                                  |
| Kreuzung geradeaus oben (Strecke geradeaus außer Betrieb) |                      | Werkbahn Rheinkalk                                       | Werkbahn Rheinkalk                                       |
| Blockstelle (Strecke außer Betrieb) | 15,6                 | Wülfrath RWE (Anst)                                      | Wülfrath RWE (Anst)                                      |
| Blockstelle (Strecke außer Betrieb) | 15,8                 | Prangenhaus (Anst)                                       | Prangenhaus (Anst)                                       |
| Abzweig geradeaus und von links (Strecke außer Betrieb) |                      | ehem. Niederbergbahn von Velbert                         | ehem. Niederbergbahn von Velbert                         |
| Bahnhof (Strecke außer Betrieb) | 17,2                 | Wülfrath                                                 | Wülfrath                                                 |
| Strecke (außer Betrieb) |                      | ehem. Niederbergbahn nach Wuppertal                      | ehem. Niederbergbahn nach Wuppertal                      |

Die Angertalbahn, wegen der Kalktransporte auch Kalkbahn genannt, verläuft größtenteils entlang des Angerbachs zwischen Ratingen West und Wülfrath. Die 17,22 Kilometer lange Strecke wurde 1903 eröffnet. Erst nach Fertigstellung der Bahn konnten die großen  Kalksteinbrüche um Wülfrath und an der oberen Düssel erschlossen werden. Auf ihr wird Kalk von Wülfrath zu den Hüttenwerken an Rhein und Ruhr transportiert.

## Vorgeschichte
Erste Pläne für die Angertalbahn sollen bereits Anfang des 19. Jahrhunderts von dem Ruhrindustriellen Friedrich Harkort und dem Nationalökonom Friedrich List, der schon 1825 einen Plan für ein deutsches Eisenbahnnetz vorlegte, entwickelt worden sein. Die Kalkindustrie im Angertal war schon damals bedeutend. Der Schwerpunkt der niederbergischen Kalkbrennerei lag bis zur Erschließung durch die Eisenbahn an der „Kalkstraße“. Sie verlief im Angertal von Steinkothen über Cromford an Lintorf vorbei und endete in Wittlaer am Rhein. In der ersten Hälfte des 19. Jahrhunderts entstanden im Angertal die ersten Betriebe zur Kalksteinverarbeitung. Kalkabnehmer wie die 1811 in Essen von Friedrich Krupp gegründete „Fabrik zur Verfertigung des englischen Gußstahls und aller daraus resultierenden Produkte“ lagen in nächster Nähe. Pferdefuhrwerke transportierten den Kalkstein bis an den Rhein. Eine Aufgabe, die eine Eisenbahn wesentlich besser bewältigen konnte.
1856 entstand der Plan, eine Eisenbahn von den Ratinger Kalksteinbrüchen nach Kalkum zu bauen. Dort verlief bereits die Eisenbahnlinie von Düsseldorf nach Duisburg. Dieser Plan kam nicht zur Ausführung. 1877 beabsichtigte die Rheinische Eisenbahngesellschaft, eine Zweigbahn von Ratingen nach Dornap, einer Station der Prinz-Wilhelm-Bahn, zu bauen. Die Rheinische Eisenbahngesellschaft hatte von 1873 bis 1879 die Linie Düsseldorf – Mettmann – Elberfeld – Dortmund gebaut und mit der Konzession für diese Strecke die Genehmigung erhalten, eine Stichbahn von Schöller nach Ratingen zu legen. Ein Börsenkrach und die nachfolgende Wirtschaftskrise ließen die Pläne jedoch zerplatzen.
13 Jahre sollte es dauern, bis das Projekt wieder aufgegriffen wurde. 1890 brach das Eisenbahnfieber aus. Gleich drei Entwürfe lagen vor: Die Rheinisch-Westfälischen Kalksteinwerke (RWK) in Dornap und die Stadt Velbert bevorzugten eine Trasse über Heiligenhaus, die durch einen Tunnel nach Kettwig vor der Brücke führen sollte. Die Stadt Wülfrath wollte die Bahn von der Hofermühle nach Hösel führen. Ein dritter Entwurf sah den Bau einer Linie Heiligenhaus – Hofermühle – Ratingen vor.

## Bau
Im August ließ die Stadt Wülfrath den Plan für die Angertalbahn ausarbeiten. Bürgermeister Albert Kirschbaum hatte die Bedeutung des Bahnbaus für die wirtschaftliche Entwicklung Wülfraths frühzeitig erkannt. Krupp, Thyssen und die Rheinischen Stahlwerke hatten in der Umgebung bereits mehrere Gehöfte, unter denen Kalkvorkommen lagen, erworben. Am 24. Mai 1897 genehmigte der Minister für öffentliche Arbeiten in Berlin den Entwurf und stellte die Mittel für den Bahnbau bereit. Bis zum ersten Spatenstich dauerte es noch einmal vier Jahre, da Anlieger wie die damalige Gemeinde Homberg-Bracht-Bellscheidt eine alternative Streckenführung vorlegten und Anwohner im Angertal gegen den Bahnbau klagten. Von 1901 bis 1903 bauten einige hundert Gastarbeiter, überwiegend aus Italien, in nur 26 Monaten die Trasse durch das enge, sumpfige Angertal. 14 Brücken und Unterführungen mussten gebaut werden. Der Untergrund wurde u. a. mit Abraummaterial aus Bergwerken befestigt.
Die Verbindungskurve Abzw Anger – Abzw Tiefenbroich in Richtung Bf Lintorf wurde am 15. Januar 1941 eröffnet. Der ursprüngliche Streckenabschnitt Bf Ratingen West – Abzw Anger wurde am 9. Januar 1983 stillgelegt, der Abzw Anger im Juni 1983 außer Betrieb genommen.

## Betrieb

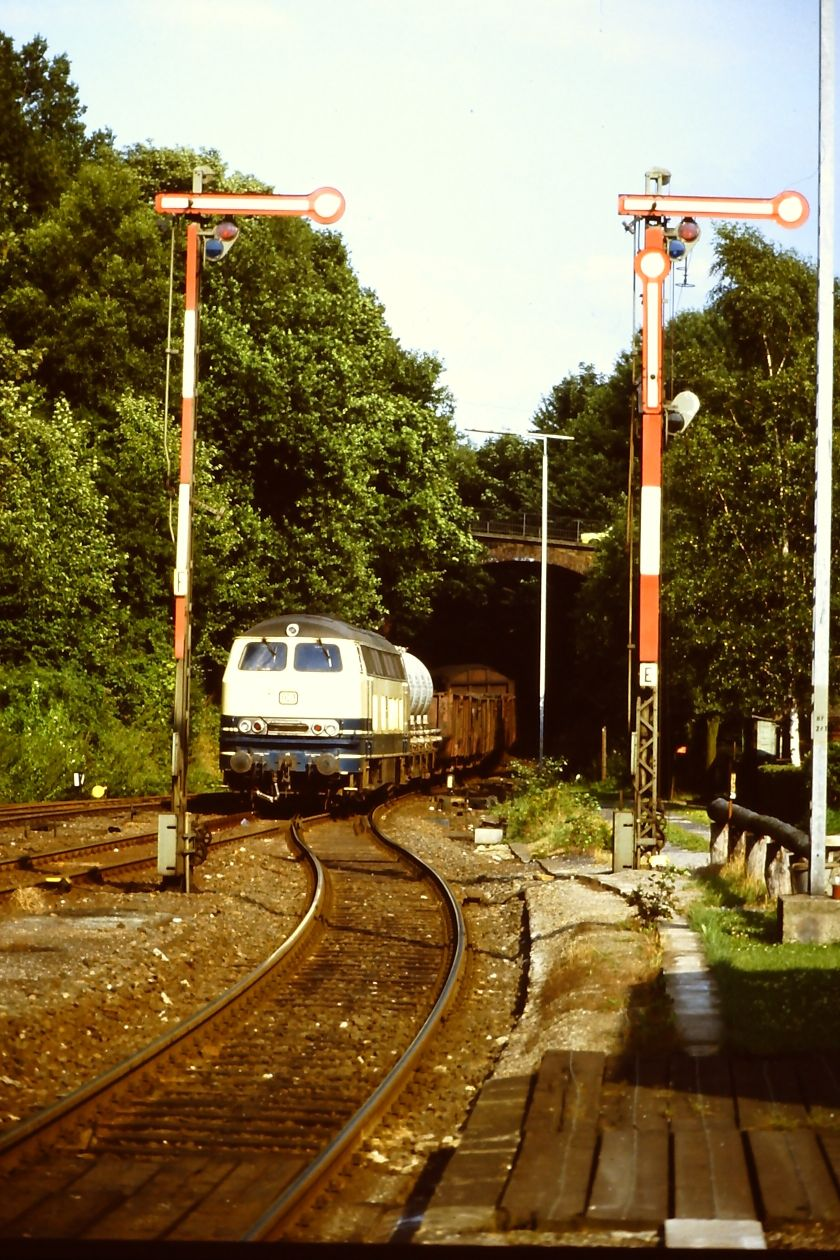
Baureihe 216 mit Güterzug bei Einfahrt nach Hofermühle, 1988

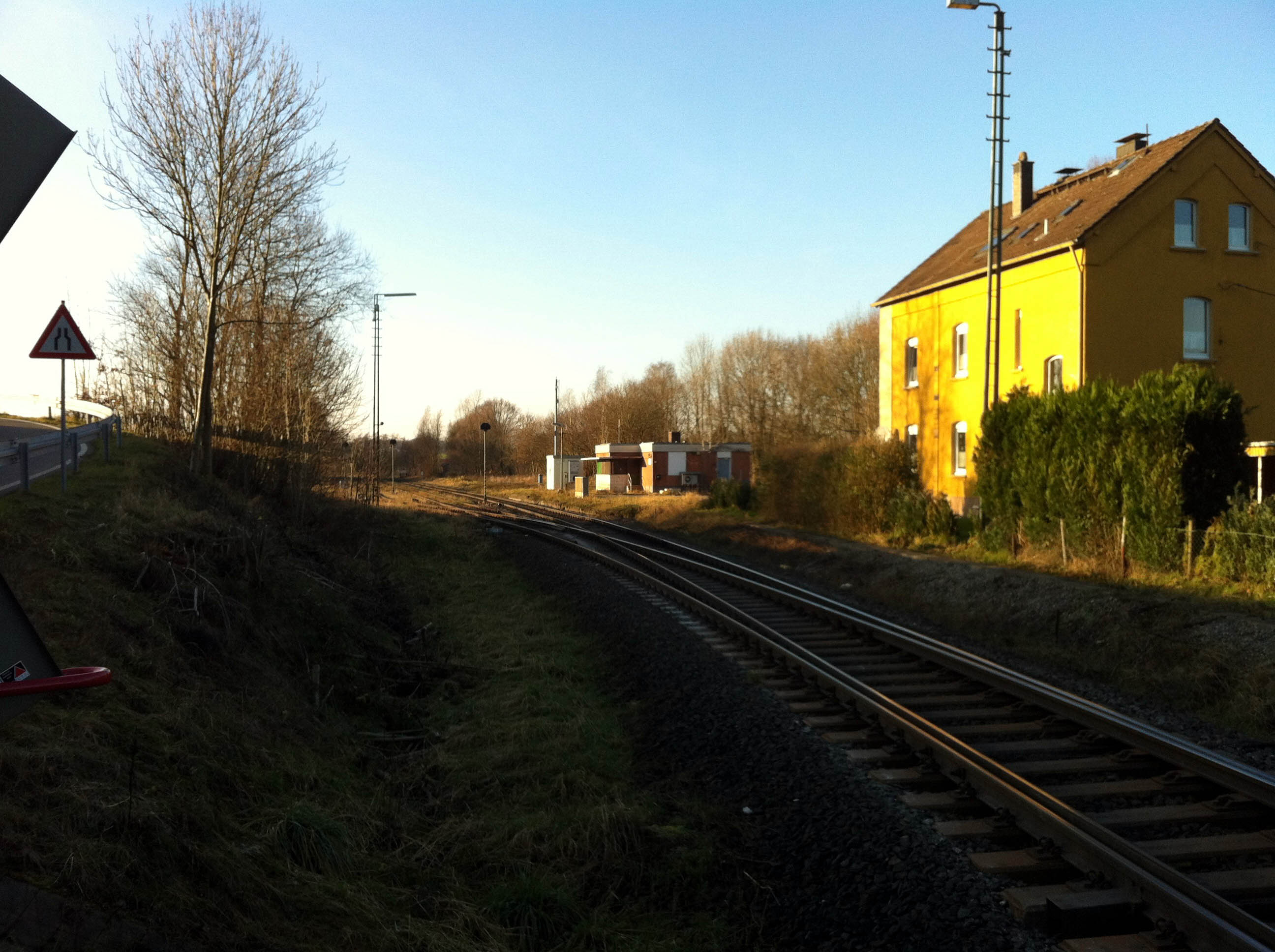
Ehemaliger Güterbahnhof Flandersbach bei Wülfrath an der Angertalbahn

Der erste Zug fuhr am 28. Mai 1903. Fünf Monate später gründete August Thyssen die Rheinischen Kalksteinwerke (heute Rheinkalk). 1905 ließ er in Rohdenhaus ein Anschlussgleis zur Angertalbahn verlegen. Mittlerweile ist in der Ausweichanschlussstelle Rohdenhaus durch das ständig gewachsene Verkehrsaufkommen ein großer Verschiebebahnhof entstanden.
Bis zum Zweiten Weltkrieg gab es jedoch immer weniger Verbindungen. Nach 1945 hängte die Bahn nur noch einen Personenwagen an den Morgen- und Abendzug (Gemischter Zug). Anderthalb Stunden dauerte die Fahrt durch das Angertal. In Flandersbach, Hofermühle und Steinkothen machte der Zug unterwegs Halt. Die Gebäude des damaligen Haltepunkts Steinkothen, ein Dienstraum und eine Wartehalle, sind im Zweiten Weltkrieg zerstört und nicht wieder aufgebaut worden. Im Dezember 1952 stellte die Bahn dort den Personenverkehr ein.
In den 1980er Jahren setzte die DB ihre schwersten Dieselloks der Baureihe 221 auf der Angertalbahn ein, um die langen Kalkzüge abzuholen. Heute teilen sich DB- und Privatbahnlokomotiven diese Dienste.
Seit dem 1. September 2006 wird der Abschnitt Rohdenhaus – Wülfrath nicht mehr befahren, ein Abbau der Gleise von der ehemaligen Anschlussstelle Wülfrath RWE bis einschließlich zum Bahnhof Wülfrath erfolgte von März bis Juli 2010, nachdem die Strecke am 6. und 7. März zum Abschied noch einmal mit zwei Motordraisinen des Vereins Railroad-Patrol aus Remscheid befahren wurde. Bei dieser Veranstaltung war das Stellwerk Wf im Bahnhof Wülfrath letztmals besetzt. Die ehemalige Trasse bildet heute östlich der Flandersbacher Straße einen Teil des Panoramaradwegs Niederbergbahn.
Immer wieder finden auf der Angertalbahn in unregelmäßigen Abständen Sonderfahrten mit Personenzügen statt, meist historische Züge, teils dampflokgetrieben (Veranstalter ist oft das Eisenbahnmuseum Bochum).
Auf der Strecke sind täglich etwa zwölf Güterzugpaare unterwegs.

## Ausblick
Der Kalksteinabbau, der einen großen Teil des Güterverkehrs ausmacht, ist mittelfristig mindestens bis 2048 gesichert, so dass die Strecke eine Zukunft hat. Es gab Pläne, den Personenverkehr durch eine Regiobahn (Circle Line) zwischen Wülfrath und Ratingen West zu reaktivieren. Alternativ war auch eine Streckenführung über Velbert nach Kettwig oder zwischen Wülfrath und Aprath im Gespräch. Das Vorhaben ist jedoch 2015 gescheitert.
Im Rahmen des Programms Elektrische Güterbahn des BMVI soll die Strecke elektrifiziert werden. Die Finanzierung der weiteren Planung und Umsetzung steht unter dem Vorbehalt, dass der Anschlussbetreiber eine Elektrifizierung der eigenen Gleise oder alternativ ein Konzept zum Beispiel mit Last-Mile-Lokomotiven verbindlich umsetzt.